# Karl Geiger
Karl Geiger (Oberstdorf, 11 de febrero de 1993) es un deportista alemán que compite en salto en esquí.
Participó en dos Juegos Olímpicos de Invierno, obteniendo dos medallas, plata en Pyeongchang 2018, en la prueba de trampolín grande por equipo (junto con Stephan Leyhe, Richard Freitag y Andreas Wellinger), y dos de bronce en Pekín 2022, en el trampolín grande individual y en el trampolín grande por equipo (junto con Constantin Schmid, Stephan Leyhe y Markus Eisenbichler).
Ganó nueve medallas en el Campeonato Mundial de Esquí Nórdico entre los años 2019 y 2023.

## Palmarés internacional
| Juegos Olímpicos   | Juegos Olímpicos            | Juegos Olímpicos  | Juegos Olímpicos    |
| Año                | Lugar                       | Medalla           | Prueba              |
| ------------------ | --------------------------- | ----------------- | ------------------- |
| 2018               | Pyeongchang (Corea del Sur) | Medalla de plata  | TG por equipo       |
| 2022               | Pekín (China)               | Medalla de bronce | TG individual       |
| 2022               | Pekín (China)               | Medalla de bronce | TG por equipo       |
| Campeonato Mundial |                             |                   |                     |
| Año                | Lugar                       | Medalla           | Prueba              |
| 2019               | Seefeld (Austria)           | Medalla de oro    | TG por equipo       |
| 2019               | Seefeld (Austria)           | Medalla de oro    | TN equipo mixto     |
| 2019               | Seefeld (Austria)           | Medalla de plata  | TG individual       |
| 2021               | Oberstdorf (Alemania)       | Medalla de oro    | TG por equipo       |
| 2021               | Oberstdorf (Alemania)       | Medalla de oro    | TN por equipo mixto |
| 2021               | Oberstdorf (Alemania)       | Medalla de plata  | TN individual       |
| 2021               | Oberstdorf (Alemania)       | Medalla de bronce | TG individual       |
| 2023               | Planica (Eslovenia)         | Medalla de oro    | TN por equipo mixto |
| 2023               | Planica (Eslovenia)         | Medalla de bronce | TN individual       |